# Behice Boran
Behice Boran (ur. 1 maja 1910 w Bursie, zm. 10 października 1987 w Brukseli) – turecka polityczka, pisarka, socjolożka marksistowska, tłumaczka. Jako przedstawicielka skrajnej lewicy, Boran była wielokrotnie więziona za swoją działalność i zmarła na wygnaniu po tureckim zamachu stanu w 1980.

## Życiorys
Urodziła się w Bursie, jej rodzice — Sadıka Beya i Mahire Hanım — byli Tatarami kazańskimi, których rodziny osiedliły się w Imperium Osmańskim w latach 90. XIX wieku. Ukończyła American College for Girls w Stambule i studiowała socjologię na University of Michigan w Stanach Zjednoczonych. W 1939 uzyskała doktorat z socjologii na tej samej uczelni i zaangażowała się w naukę marksizmu. Została nominowana na stanowisko profesora nadzwyczajnego na Wydziale Języków i Historii-Geografii Uniwersytetu w Ankarze. Była jedną z pierwszych naukowców w Turcji przeprowadzających badania terenowe wsi.
Dołączyła również do tajnej Komunistycznej Partii Turcji (TKP) i zaczęła wydawać lewicowe czasopisma „Yurt ve Dünya” i „Adımlar”.
W 1950 przewodziła powstaniu Tureckiego Stowarzyszenia Miłośników Pokoju (tur. Türk Barışseverler Cemiyeti), które protestowało przeciwko udziałowi Turcji w wojnie koreańskiej, co doprowadziło do jej aresztowania i skazania na 15 miesięcy więzienia. W 1965 Boran została wybrana z ramienia Partii Pracujących Turcji (TİP) do Wielkiego Zgromadzenia Narodowego Turcji. W partii Boran i Sadun Aren utworzyli sojusz znany jako frakcja Aren-Boran.
W 1970 objęła przywództwo TİP. Została aresztowana po wojskowym zamachu stanu w 1971 i skazana na 15 lat więzienia. Po zwolnieniu w wyniku amnestii w 1974 ponownie założyła TİP w 1975.
Po wojskowym zamachu stanu w 1980 uciekła z Turcji i osiedliła się w Belgii. Brała udział w połączeniu TKP i TİP.

## Wybrane publikacje
- Toplumsal Yapı Araştırmaları (1945)
- Türkiye ve Sosyalizm Sorunları (1968)
- Savunma (1992)